# Non Production
A Non Production (株式会社ノンプロダクション) egy japán televíziós műsor-készítő cég, melyet 1997. december 10-én alapítottak. Székhelye a Tokió Minato kerületében, Azabuban a Jamamoto épületben (山本ビル) van, elnök-vezérigazgatója Noszó Takesi.

## Főbb munkáik

### Jelenleg is futó
TBS
- Kuraberu Kuraveller

Fuji Television
- The Best House 123

TV Asahi
- Super J Channel
- Wide! Scramble
- Hodo Station
- Time Shock 21
- Takesi no Kenko Entertainment! Minna no Katei no Igaku
- Torihada Maruhi Scoop Eizou 100-ka Dzsiten

TV Tokyo
- Tokoro-szan no Gakko de va Osiete Kurenai Szonna Tokoro!

### Korábbi műsoraik
Nippon TV
- Reccu!

TBS
- Jume no Tobira: Next Door

Fuji Television
- Kai Singeki TV Utae Mon
- Bacu
- Makaszete! Ekiszupa
- Mino Monta no SOS
- Kjófu no Sokutaku
- Hakkucu! Aruaru Daidzsiten
- Mosimo Taikan Variety if

TV Asahi
- Super Morning
- Dzsukunen Rikon
- Keisicsó Szósza Ikka 9 Kakari
- Odoroki Momo no Ki 20 Szeiki
- Szekai Cukai Denszecu!! Unmei no Dadadadaan!
- Takesi-so no WA-fu ga Kita!
- Kin Mirai × Joszoku TV Jekyll & Hyde
- Dzsoho Szeiri Variety Uszo Buster

TV Tokyo
- Ikusima Hirosi no Kenkó Park
- Bakusómondai no Ake! Kioku no Tobira
- Kaikecu! Kuszuri ni Naru TV
- Osiete! Urutora Dzsikken-tai